# Памятник Юзефу Пилсудскому (Варшава)
Памятник Юзефу Пилсудскому (пол. Pomnik Józefa Piłsudskiego w Warszawie) — памятник в Варшаве, Польша, воздвигнутый в честь Юзефа Пилсудского, военачальника, маршала Польши и одной из главных фигур, ответственных за восстановление независимости Польши. Бронзовая гранитная статуя высотой в 3 метра, представляющая из себя памятник, расположена рядом с площадью Пилсудского и отелем «Europejski», на улице Токаржевского-Каражевича. На памятнике располагаются надписи «Юзеф Пилсудский» и «Маршал Польши».

## История
Планы воздвигнуть памятник появились еще до 1990 года, когда президент Варшавы Станислав Выгановский поддержал предложение инициативной группы, выступающей за создание памятника Пилсудскому. Памятник, отлитый на польских военно-морских верфях, был открыт 14 августа 1995 года, в 75-ю годовщину Варшавской битвы, в которой польскими войсками командовал Пилсудский. На открытии присутствовали президент Польши Лех Валенса и дочь Пилсудского Ядвига Пилсудская.
В первоначальных планах предусматривалось создать памятник на Площади распутья, но позднее было принято решение разместить его возле парка Лазенки. Это решение было опротестовано сторонниками строительства памятника, которые объявили новое место установки памятника слишком незначительным, таким образом, памятник был перенесен на нынешнее место. Текущее местоположение было и до сих пор рассматривается как спорное, например, дизайнер памятника Тадеуш Лодзиана выразил свое несогласие с нынешним местоположением в письме незадолго до открытия памятника, указав, что расположение памятника в этом месте приведет к тому, что он будет изолирован от большинства церемоний и мероприятий, которые происходят на Площади распутья. Другие особенно критиковали тот факт, что расположение памятника заставляет польских солдат часто смотреть в сторону от него во время церемонии смены караула у могилы Неизвестного солдата в Варшаве, а также во время празднования Дня независимости Польши, что они считают неуважительным по отношению к маршалу.